# Flugplatz Speck-Fehraltorf

i7
i11
i13
Der Flugplatz Speck-Fehraltorf (ICAO-Code LSZK) ist ein regionaler Flugplatz in Fehraltorf im Kanton Zürich in der Schweiz.
Das private Flugfeld im Zürcher Oberland wird vom Verein Flugsportgruppe Zürcher Oberland (FGZO) betrieben und wird vorwiegend von einmotorigen Flugzeugen sowie Segelflugzeugen genutzt. Des Weiteren werden die Ausbildung zum Privat- und Berufspiloten sowie Rund- und Fotoflüge angeboten. Am Flugplatz ist ein Wartungsbetrieb für Flugzeuge angesiedelt und der Platz ist die Heimatbasis des Fallschirmspringervereins Skydive Zürich.
Nach Voranmeldung kann über den Flugplatz die Zollabfertigung für Ein- und Ausflüge aus Teilnehmerstaaten des Schengener Abkommens erfolgen.
Auf dem Gelände des Flugplatzes finden die jährlichen Highland Games Fehraltorf statt.